# 海门市人民医院
海门市人民医院，是中华人民共和国江苏省的一所医院，为二级甲等医院，位于海门市海门镇人民西路28号。

## 概述
儿科
儿科是海门市唯一的儿科专科，承担着全市儿童的医疗保健任务。专科技术力量雄厚，现有副主任医师3人，主治医师8人，专业护理人员9人。科室拥有心脏遥测监护仪、PAR1BOY雾化吸入仪、氧雾化吸入仪、电脑微量注射汞、掌式血氧饱和度仪、早产儿暖箱、光疗箱经皮黄疸测定仪等先进设备。对重症肺炎、重症脑炎、心力衰竭、心律失常、惊厥持续状态、哮喘持续状态、感染性休克及新生儿窒息、颅内出血、缺血缺氧脑病、羊水吸入等危重病人抢救有丰富的临床经验。专科对婴幼儿哮喘采用雾化、氧雾化吸入治疗，具有疗效好，疗效快等特点，其治疗方案已与国际接轨，避免了静注用药。儿保门诊在南通地区较早开展了儿童智力测试。护理组采用外周静脉留置针，减轻了小儿反复静脉穿刺痛苦。
呼吸内科
呼吸内科是为海门市唯一的呼吸专业学科组，科室配备日本先进纤维支气管镜、呼吸机、肺功能仪、心电监护仪、氧脉仪、德国进口雾化器等先进设备，专业技术力量雄厚，有呼吸内科主任医师一名，副主任医师二名，在治疗呼吸系统疾病（如支气管哮喘、慢性支气管炎、支气管扩张症、肺炎、肺脓肿等）方面有独到之处，在抢救呼吸系统的重症病人方面，具有丰富的临床经验。

## 规模
海门市人民医院总床位238张，日门诊量316人次。